# Rocas de Jávea y el bote blanco
Rocas de Jávea y el bote blanco es un cuadro del pintor español Joaquín Sorolla, terminado en 1905. Está realizado en óleo sobre lienzo, y tiene un tamaño de 62,5 x 84,7 cm. Se encuentra en el Museo Carmen Thyssen Málaga.